# Distrito electoral de Beaver (condado de Red Willow, Nebraska)
Beaver (en inglés: Beaver Precinct) es un distrito electoral ubicado en el condado de Red Willow en el estado estadounidense de Nebraska. En el Censo de 2010 tenía una población de 173 habitantes y una densidad poblacional de 1,84 personas por km².

## Geografía
Beaver se encuentra ubicado en las coordenadas 40°2′42″N 100°21′48″O / 40.04500, -100.36333. Según la Oficina del Censo de los Estados Unidos, Beaver tiene una superficie total de 94.21 km², de la cual 94.21 km² corresponden a tierra firme y (0%) 0 km² es agua.

## Demografía
Según el censo de 2010, había 173 personas residiendo en Beaver. La densidad de población era de 1,84 hab./km². De los 173 habitantes, Beaver estaba compuesto por el 99.42% blancos, y el 0.58% pertenecían a dos o más razas. Del total de la población el 2.31% eran hispanos o latinos de cualquier raza.